# Domingues
Elias Gaspar Pelembe (Maputo, 13 de novembro de 1983), mais conhecido por Domingues e também como Dominguez (pronuncia-se "Dominguês") é um futebolista moçambicano que atua como meio-campista. Actualmente joga na União Desportiva do Songo em Moçambique.

## Carreira
Após passar pelas categorias de base do Estrela Vermelha, começou a carreira profissional no Desportivo de Maputo (também passou pela base), em 2004, permanecendo por mais três anos. Em 2007, assinou contrato com o SuperSport United.
Desde 2009, Domingues representou o Mamelodi Sundowns de 2009 a 2015, e de 2015 a 2023 o Bidvest Wits, também da África do Sul.

## Seleção
Domingues representa a Seleção de Moçambique desde 2004. Até 2012, foram 39 partidas disputadas e oito golos marcados.
Participou na Copa Africana de Nações de 2010), mas não evitou a eliminação dos Mambas na primeira fase da competição.